# Arrondissement de Mouscron
Arrondissement de Mouscron är ett arrondissement i Belgien.   Det ligger i provinsen Hainaut och regionen Vallonien, i den västra delen av landet, 80 kilometer väster om huvudstaden Bryssel.
Runt Arrondissement de Mouscron är det i huvudsak tätbebyggt. Runt Arrondissement de Mouscron är det tätbefolkat, med 308 invånare per kvadratkilometer.

## Kommuner
Följande kommuner ingår i arrondissementet;
- Comines-Warneton
- Mouscron